# Hrabstwo Kemper
Hrabstwo Kemper (ang. Kemper County) – hrabstwo w stanie Missisipi w Stanach Zjednoczonych. Obszar całkowity hrabstwa obejmuje powierzchnię 767 mil² (1986,52 km²). Według szacunków United States Census Bureau w roku 2009 miało 9833 mieszkańców.
Hrabstwo powstało w 1833 roku.

## Miejscowości
- Bogue Chitto (CDP)
- De Kalb
- Scooba[4]

| Populacja hrabstwa w poprzednich latach | Populacja hrabstwa w poprzednich latach |
| Rok                                     | Liczba ludności                         |
| --------------------------------------- | --------------------------------------- |
| 1980                                    | 10 095                                  |
| 1990                                    | 10 356                                  |
| 2000                                    | 10 453                                  |
| 2005                                    | 10 246                                  |